# يسبر بيدرسن
يسبر بيدرسن (بالنرويجية البوكمول: Jesper Saltvik Pedersen)‏ هو متزحلق جبال الألب نرويجي، ولد في 23 أغسطس 1999 في Karmøy ‏ في النرويج.

## روابط خارجية
- يسبر بيدرسن على موقع Paralympic.org (الإنجليزية)
- يسبر بيدرسن على موقع IPC.InfostradaSports.com (مؤرشف) (الإنجليزية)